# Rachel Hayward
Rachel Hayward és una actriu canadenca nascuda a Toronto (Canadà).

## Biografia
Nascuda i criada a Toronto, va començar una carrera d'actriu seriosa amb poc més de vint anys. Com a nena i adolescent, Hayward va fer de model i anuncis però sempre va pensar en ser metgessa. Va graduar-se en l'Ontario College of Art and Design, havent estudiat disseny gràfic i belles arts. Així, va treballar com a dissenyadora freelance i simultàniament va començar a treballar com a actriu.
La filmografia de Hayward inclou pel·lícules i treballs en televisió com Stranger in the Mirror, Under the Gun, Breaking All the Rules, Deadfire, She Woke Up Pregnant, Convergence, Knight Moves i la comèdia romàntica Apartment Hunting.
En televisió va protagonitzar com a Florence la sèrie de Chris Carter Harsh Realm i va tenir un paper recurrent a Jake 2.0. És recordada per molts aficionats de ciència-ficció com la Sergent de l'USAF que és segrestada per Apophis en el pilot de Stargate SG-1. També ha aparegut en Andromeda, Bliss, Fred Squad, Primera Ona, Highlander: The Series, Millennium, Mutant X, Sliders, The Dead Zone, The L Word, Tru Calling, Viper, Welcome to Paradox i Xena: Warrior Princess.
Hayward està soltera i viu a Vancouver, Colúmbia britànica, Canadà.

## Filmografia
Les seves pel·lícules més destacades són:
- 1985: Breaking All the Rules: Angie
- 1989: Whispers: dona a la morgue
- 1990: Xtro II: The Second Encounter: Dr. Myers
- 1992: Knight Moves: última víctima
- 1993: Time Runner: Caroline Raynor
- 1993: The Sea Wolf (TV): Ann Treadwell
- 1993: Anything for Love: Sonia Glatt
- 1993: A Stranger in the Mirror (TV): Harriett
- 1994: Suspicious Agenda: Roxanne
- 1995: The Final Cut: Barmaid Gabby
- 1996: She Woke Up Pregnant (TV): Jill Weitz
- 1996: Bloodhounds II (TV): 'Bookstore Fan
- 1997: Foc mort (Dead Fire) (TV): Alexa Stant
- 1997: Stargate SG-1 (temporada 1, episodi 1 i 2: Nens dels déus): Guàrdia #3
- 1998: Voyage of Terror (TV): Gina Reid
- 1999: Harsh Realm (TV): Florence
- 1999: Limp: Dr. Fishbourne
- 1999: The Fear: Resurrection: 'Trish
- 1999: Hi2K: Panama
- 1999: Convergence : T.K. Wallace
- 2000: Apartment Hunting : Lola
- 2000: Call of the Wild (sèrie de TV): Adoley Thornton
- 2000: Deadlocked (TV) : Rachel Castlemore
- 2000: The Operative : Sonya Orlova
- 2001: Cabin Pressure (TV) : Reece Robbins
- 2001: Watchtower : Kate O'Conner
- 2001: Lola : Woman at Phonebooth
- 2002: Hellraiser 6 (vídeo) : Dr. Allison
- 2002: Sightings: Heartland Ghost (TV) : Jamie
- 2002: Snow Queen (TV) : Amy
- 2003: Cellmates : Carrie
- 2003: Devil Winds (TV) : Karen Sowells
- 2003: Art History : Verity Phillips
- 2004: Jake 2.0 (sèrie de TV) : Director executiu Valerie Warner
- 2004: Deep Evil (TV): Capt. O'Brien
- 2004: The L Word (episodi : Losing It): Ellie
- 2006: Per salvar la meva filla (Augusta, Gone) (TV)
- 2006: Last Sort Cafe (TV): Kate Stratton
- 2006: Holiday Wishes (TV): Mrs. Fulton
- 2007: Cleaverville (TV): Andi
- 2007: Perfect Child (TV): Dr. Ferrel
- 2007: Unthinkable (TV): Susan Shaw
- 2008: The Art of War II: The Betrayal (vídeo) : Carlson
- 2008: The Mrs. Clause (TV) : Marcia
- 2009: Courage (TV): Evelyn Tubbs
- 2015: Stolen Daughter (TV): Martha Dixel